# Acid2

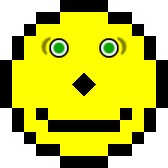
Správný výsledek Acid2 testu. Nad obrázkem je v originále ještě tmavomodrý nápis Hello World!

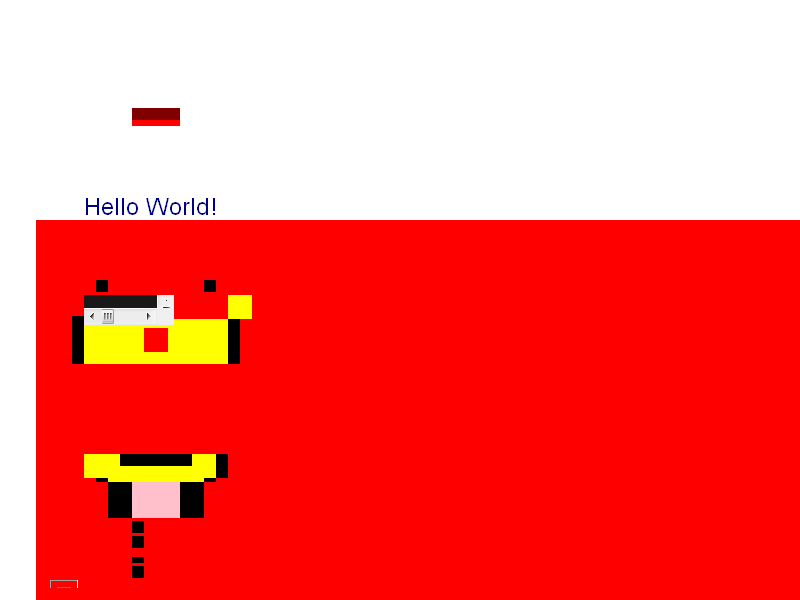
Výsledek Acid2 testu ve Windows Internet Exploreru 7.0.

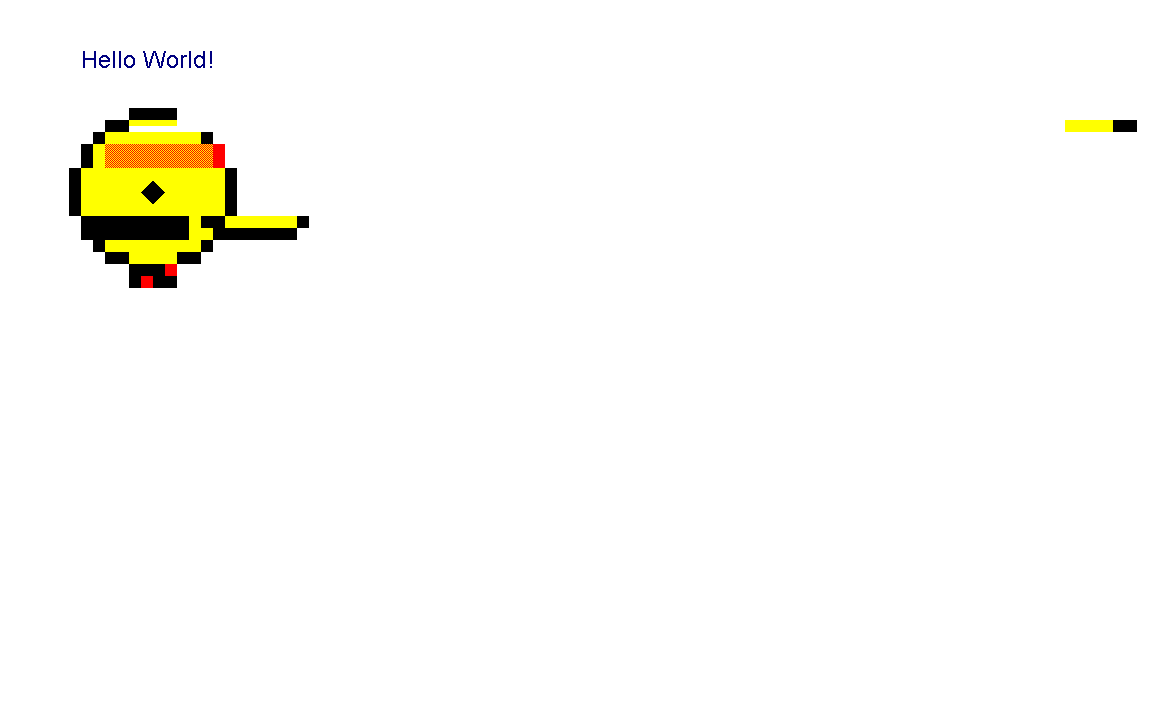
Výsledek Acid2 testu ve Firefoxu 1.5 a 2.0.

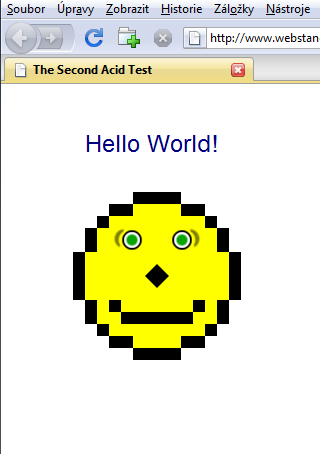
Výsledek Acid2 testu ve Firefoxu 3.0 beta 3 - s jádrem Gecko 1.9

Test Acid2 vytvořili Håkon Wium Lie a Ian Hickson v roce 2005 s cílem usnadnit opravu chyb webových prohlížečů v zobrazování webových stránek. Na jedné stránce tak mohli vývojáři vidět problémy, které jejich prohlížeč obsahoval. Nápad vytvořit Acid2 měl Håkon Wium Lie, který také napsal podrobnou příručku k celému testu, vlastní test vytvořil Ian Hickson. Navázali tak na historicky první Acid1 test z roku 1997. Acid2 oficiálně vydala skupina Web Standards Project 12. dubna 2005.
Na stránce Acid2 testu je pomocí rozličných CSS konstrukcí zobrazen „smajlík“, jemuž při najetí kurzorem myši zmodrá nos. Správné zobrazení Acid2 závisí na správné implementaci řady standardních vlastností především CSS, dále pak HTML a PNG.

## Vyhovující prohlížeče
- Internet Explorer, webový prohlížeč systému Windows
- Odyssey Web Browser, webový prohlížeč pro systémy AmigaOS a MorphOS
- prohlížeče s jádrem Gecko
  - Mozilla Firefox, webový prohlížeč pro systémy Windows, Mac OS X a Linux
  - SeaMonkey, internetový balík pro Windows, Mac OS X a Linux
  - Songbird, přehrávač médií a webový prohlížeč pro systémy Windows, Mac OS X a Linux
  - Camino, webový prohlížeč pro systém Mac OS X
  - Mozilla Thunderbird, e-mailový klient pro systémy Windows, Mac OS X a Linux
  - Firefox pro mobilní zařízení, webový prohlížeč pro mobilní zařízení
  - Miro, RSS čtečka, klient pro BitTorrent, webový prohlížeč a přehrávač médií
  - Mozilla Sunbird, kalendář pro systémy Windows, Mac OS X a Linux
  - Spicebird 0.8, poznámkový systém pro systémy Windows, Mac OS X a Linux
  - WebRunner (dříve Prism), webový prohlížeč pro systémy Windows, Mac OS X a Linux
- prohlížeče s jádrem WebKit- a KHTML
  - Safari, webový prohlížeč pro systém Mac OS X
  - Google Chrome, webový prohlížeč pro systémy Windows, Mac OS X a Linux
  - Konqueror, webový prohlížeč pro systém Linux
  - OmniWeb, webový prohlížeč pro systém Mac OS X
  - Shiira, webový prohlížeč pro systém Mac OS X
  - iCab, webový prohlížeč pro systém Mac OS X
  - Web, oficiální prohlížeč pro prostředí GNOME
  - Midori, oficiální prohlížeč pro prostřed Xfce
  - Google Earth integrovaný prohlížeč
- prohlížeče s jádrem Presto
  - Opera, webový prohlížeč pro systémy Windows, Mac OS X, Linux, BSD a Solaris s mobilní verzí pro všechny mobilní telefony, tablety a další produkty společnosti Apple
  - The Internet Channel, verze prohlížeče Opera pro konzoli Nintendo Wii.
- Prince, konvertor XML do PDF pro systémy Windows, Mac OS X a Linux

## Nevyhovující prohlížeče
Mezi prohlížeče, které testem neprošly patří například:
- všechny verze Internet Exploreru (IE 8 beta podle informací MS testem projde)
- prohlížeče z rodiny prohlížečů Mozilla, založené na starších verzích jádra Gecko (např. Mozilla Suite, Firefox, SeaMonkey, Camino a Netscape 6+), novější verze těchto prohlížečů založené na jádru Gecko 1.9 již tímto testem projdou
- Opera před verzí 9